# Paul Trimboli
Paolo Vincenzo Trimboli, plus connu sous le nom de Paul Trimboli (né le 25 février 1969 à Melbourne en Australie) est un footballeur international australien, qui évoluait au poste d'attaquant.

## Biographie

### Carrière en sélection
Avec l'équipe d'Australie, il dispute 46 matchs (pour 16 buts inscrits) entre 1988 et 2002. Il figure notamment dans le groupe des sélectionnés lors des Coupes d'Océanie de 1996, de 1998 et de 2002.
Il dispute également la Coupe des confédérations de 1997 avec la sélection australienne.

## Palmarès
| South Melbourne - Championnat d'Australie (3) : - Champion : 1990-91, 1997-98 et 1998-99. - Coupe d'Australie (2) : - Vainqueur : 1989-90 et 1991-92. |  | Australie - Coupe d'Océanie (1) : - Vainqueur : 1996. - Finaliste : 1998 et 2002. - Coupe des confédérations : - Finaliste : 1997. |

### Palmarès individuel
- Médaille Johnny-Warren (2) : 1992-93 et 1997-98